# Doença de itai-itai
Doença de itai-itai ou doença dói-dói é a denominação dada ao envenenamento de centenas de pessoas por cádmio ocorrido no Japão junto ao Rio Jintsu. O termo  Itaí-itai, traduzido do japonês para o português, significa dói-dói ou também ai-ai e se deve à principal queixa do paciente: dor causada por fraturas inexplicáveis dos ossos. Além do mais, a consolidação dos mesmos é deficiente e irregular, deixando estes pacientes com ossos mal formados e muitos com baixa estatura. Foi observado que, após uma intervenção ambiental no local, ocorreu uma diminuição nos casos da doença. Atribuiu-se o fato, então, à contaminação do solo por cádmio, pois aquela região do Japão continha minas deste mineral.
A intoxicação por cádmio afeta outros minerais de extrema importância para o organismo do ser humano, dentre eles o cálcio. Portanto, o principal órgão acometido é o osso. A alteração metabólica do cálcio nos ossos os tornam frágeis, osteoporóticos, com tendências às fraturas inexplicáveis e consolidações irregulares.
A doença de itai-itai é dolorosa, afeta os ossos e as articulações em mulheres idosas e pode causar até a morte. Foi associada à contaminação do grão de arroz, com alta concentração de cádmio, cultivados por inundação. Vale ressaltar que outras plantas também podem ser contaminadas pelo solo. Sabe-se que a planta Cannabis sativa, popularmente conhecida como maconha, tem alta tendência em retirar cádmio do solo contaminado. Portanto, pacientes que fumam maconha e apresentam estes sintomas devem ser inseridos na investigação por intoxicação de cádmio. Outra fonte bastante comum da intoxicação por cádmio é a fumaça do cigarro, principalmente cigarros vencidos ou contrabandeados.
É importante saber a origem do paciente, pois existem regiões que onde a concentração do cádmio no solo é superior às outras. Um exemplo disto é a Jamaica. Estudos recentes indicaram altas concentrações de cádmio no solo deste país.
Mas os ossos não são os únicos a serem afetados. Rins, testículos, olfato e algumas células sanguíneas também sofrem alterações. Muitos pacientes referem perda olfativa e retração testicular. Exames renais podem demonstrar calciúria abundante. Exames de sangue muitas vezes reportam anemia. Por tudo isto, alguns profissionais da área da saúde ousam denominar a doença de Síndrome de Fanconi Adquirida.